# Кляйн, Питер
Питер Кляйн — американский антрепренёр, организатор балетов и театральных постановок. В России Клейн известен тем, что в 2008 году привёз в Москву и Санкт-Петербург оперу Джорджа Гершвина «Порги и Бесс».

## Биография
Кляйн сотрудничал с крупнейшими художественными коллективами мире: он организовал первые итальянские гастроли «Американского театра балета» c Барышниковым, американское турне «Ла Скала» с Франко Дзеффирелли, премьеру бродвейского мюзикла «Вестсайдская история» в Италии и Франции.
Кляйн также известен как продюсер оперы Джорджа Гершвина «Порги и Бесс», которая с 1992 года была показана более чем в 17 странах мира. В Россию эта постановка приезжала в 2008 году, со спектаклями в Москве и Санкт-Петербурге, в рамках большого европейского турне.